# Wiscon (Florida)
Wiscon ist  ein census-designated place (CDP) im Hernando County im US-Bundesstaat Florida. Das U.S. Census Bureau hat bei der Volkszählung 2020 eine Einwohnerzahl von 681 ermittelt. 

## Geographie
Wiscon liegt rund 5 km westlich von Brooksville sowie etwa 60 km nördlich von Tampa. Der CDP wird von der Florida State Road 50 durchquert.

## Demographische Daten
Laut der Volkszählung 2010 verteilten sich die damaligen 706 Einwohner auf 519 Haushalte. 95,9 % der Bevölkerung bezeichneten sich als Weiße, 1,1 % als Afroamerikaner, 0,7 % als Indianer und 0,1 % als Asian Americans. 0,4 % gaben die Angehörigkeit zu einer anderen Ethnie und 1,7 % zu mehreren Ethnien an. 3,5 % der Bevölkerung bestand aus Hispanics oder Latinos.
Im Jahr 2010 lebten in 24,1 % aller Haushalte Kinder unter 18 Jahren sowie 38,8 % aller Haushalte Personen mit mindestens 65 Jahren. 54,1 % der Haushalte waren Familienhaushalte (bestehend aus verheirateten Paaren mit oder ohne Nachkommen bzw. einem Elternteil mit Nachkomme). Die durchschnittliche Größe eines Haushalts lag bei 2,21 Personen und die durchschnittliche Familiengröße bei 2,92 Personen.
23,0 % der Bevölkerung waren jünger als 20 Jahre, 17,9 % waren 20 bis 39 Jahre alt, 29,3 % waren 40 bis 59 Jahre alt und 29,9 % waren mindestens 60 Jahre alt. Das mittlere Alter betrug 47 Jahre. 48,4 % der Bevölkerung waren männlich und 51,6 % weiblich.
Das durchschnittliche Jahreseinkommen lag bei 24.649 $, dabei lebten 7,7 % der Bevölkerung unter der Armutsgrenze.